# 钓鱼岛国有化

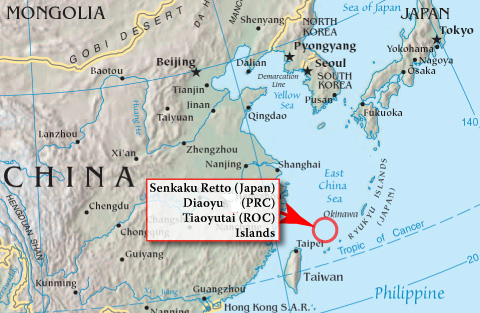
日本政府購買釣魚台事件

钓鱼岛国有化事件（日语：／ Senkaku Shotō kokuyūka），源于日本东京都知事石原慎太郎的施政。石原慎太郎为了获得东京都政府对钓鱼岛的直接性管辖和管理，发起日本国内民众捐款从私人手中购买钓鱼岛活动。最终，2012年9月10日，日本政府正式以20.5亿日元从栗原弘行手中收购钓鱼岛及其附属岛屿南小岛、北小岛，在同年9月11日付款和登记。

## 事件背景
1884年，日本福冈县八女市出身的实业家古贺辰四郎於探險期間到达釣魚台列嶼，其後向日本內務省申請要求將該島劃入國界。對此，日本內務卿山縣有朋在1885年10月9日致函外務卿井上馨，指雖然《中山傳信錄》中出現與釣魚台同名島嶼，但島嶼僅作導航用而未有歸屬清國證據，希望在釣魚台上建設國標。外务卿回覆指因近期清國報紙傳言日本想佔據台灣附屬島嶼，為免招致清國疑忌建議沖繩縣先實地勘察島嶼，建立國標和開發等事宜則後日再議。
1885年10月22日至11月1日，沖繩縣政府派遣官員到島嶼進行實地查勘，並發布兩份調查報告書，其後未有再度調查。至1895年1月14日，在確認釣魚台無人居住，島上亦無界碑、官廳或居民建築等清朝統治的證跡後，日本政府通過內閣會議將釣魚台列嶼下轄沖繩縣管理，其後編入八重山郡。
1896年，古贺辰四郎从日本政府租借钓鱼岛30年，并说是“皇国大捷之结果”。30年無償租借期完結後，日本政府從1926年9月開始向古賀徵收土地使用費，到1932年由古贺辰四郎的儿子古贺善次用1万5000日元从日本政府购买除大正岛（中國稱「赤尾嶼」）之外的各岛屿。
1955年起，美國政府將黃尾嶼、赤尾嶼使用為美國海空軍訓練演習場地，並分別與琉球政府及古賀善次簽訂租賃契約，以約2500萬日圓的年租租借島嶼。
1974年6月22日，地權人古贺善次以4600万日元的价格出售钓鱼岛的所有权给埼玉县的一位好友栗原國起。
2002年4月1日，日本總務省在維持島嶼平穩安定的管理目的下，開始向島嶼所有人租借釣魚台、南小島和北小島三島，租金為每年24,507,600日圓。

## 事件经过
2012年4月18日，石原慎太郎在美国华盛顿发表演讲时说：“中方欲打破日本对钓鱼岛的实际控制，这听起来和宣战布告差不多”。他認為國土防衞本應由國家來「收購」，國家不「買」，才由東京都出面「買」，「不管哪個國家不高興，日本人要保衞日本的國土」。
2012年4月23日，日本冲绳县石垣市市长中山义隆表示“支持东京都全权购买钓鱼岛”。 
2012年4月24日，石原慎太郎和日本内阁总理大臣野田佳彦沟通，要求日本政府允许他到钓鱼岛登岛视察。
2012年4月26日，有日本网民发起“一人捐一万”活动支持购买钓鱼岛，部分人士捐出养老金。
2012年4月27日，东京都政府于日本瑞穗银行设立“东京都尖阁诸岛寄付金”账号，以筹集善款购买钓鱼岛，平均每天收到2500笔共3000万日元捐款至同年6月1日募得金額突破10億日圓，東京都政府官员表示希望在夏季登陆钓鱼岛。
2012年6月10日，日本右翼团体加油日本！全国行动委员会和6个国会议员共计120多人14艘渔船在钓鱼岛及其周边水域視察島嶼、进行渔业资源调查及举行钓鱼比赛，有中國大陸媒體報導指海上保安廳會派遣大型巡视船护航。
2012年6月25日，日本东京都的8个议员在冲绳渔民的帮助下考察了钓鱼岛周边海域，推进购岛计划。
2012年7月6日，冲绳县石垣市议员仲间均等2人登陆钓鱼岛，此前1月份，两人也曾登陆钓鱼岛。
2012年7月10日，日本内阁官房长官藤村修在参议院预算委员会上提出：“政府可能允许在尖阁诸岛（钓鱼岛）举行对‘尖阁诸岛遇难事件”’的祭奠活动。”以此祭奠第二次世界大战出征南洋的大日本帝国军队；冲绳县石垣市市长中山义隆说是：“慰灵祭”；慰灵祭开放之后，日本国民可以用“祭奠尖阁诸岛遇难事件”的名义登陆钓鱼岛。
2012年8月13日，石原慎太郎在《产经新闻》发表文章：“希望野田首相能够代表民众亲自登上那个岛屿”，“看到支那的强硬态度，我不由地下定决心，将代替中央政府来守卫那个岛屿，将来一定要在岛上大兴基建，强化日本的实效控制”。
2012年9月2日，21人（东京都政府官员、房地产鉴定师和海洋政策专家）组成东京都调查团搭乘海难救助船“航洋丸”从琉球群岛石垣港出发，在钓鱼岛附近测量水文、水质、岛屿环境，以评估钓鱼岛的经济和军事价值。
2012年9月7日，日本首相野田佳彦向美国记者媒体讲话说：“钓鱼岛国有化是为了继续平稳安定地维持管理，也将向中国作出解释，望中方理解”。有評論指日本政府的判断是「如果岛由东京都买下，有关人士可能会对岛采取措施，而不顾日中关系大局，因此与其由东京都来购买，不如由国家来管理，把岛国有化以后，维持现状，这样有利于该岛的和平与稳定。」
2012年9月10日，日本政府以20.5亿日元从栗原弘行手中收购钓鱼岛及其附属岛屿南小岛和北小岛，并于同日完成所有權轉移登記，對島嶼實施國有化。

## 各界反应

### 日本政府购买钓鱼岛之前

#### 日本

##### 政府
2012年5月13日，日本内阁总理大臣野田佳彦会见中華人民共和国国务院总理温家宝表示钓鱼岛属于日本，而温家宝表示钓鱼岛属于中国，双方激烈争锋。
东京都议会民主黨议员吉田康一郎说：“相信日本国以及普通民众协力买下岛屿后，能够产生比购买费用高出数十倍的利益”。
2012年6月1日，日本驻华大使丹羽宇一郎说：“东京都知事石原慎太郎在4月份作出的有关购买东海尖阁诸岛（钓鱼岛及其附属岛屿）的提议，将危及日中两国自1972年关系正常化以来取得的进展。如果石原君的计划得到执行，那将给日中关系带来一场极其严重的危机，我们不能让以往数十年的努力化为泡影。”
2012年6月7日，日本内阁官房长官藤村修在记者会上说：“丹羽宇一郎的发言与日本政府立场不符，已被外务省亚太局局长杉山晋辅发出警告，丹羽大使的发言不能被视为政府见解。”
2012年6月8日，日本驻中国大使丹羽宇一郎向日本外相玄叶光一郎通电话，对自己说“反对东京都购买钓鱼岛”表示道歉。
2012年6月下旬，日本外务省前条约局局长东乡和彦明确表示：“中日围绕钓鱼岛最终难免一战。”随后，日本军事杂志《世界舰船》公布了一篇文章，详细披露了中华人民共和国海军拥有的武器和舰船，此前，日本已经在中国大陆的沿海及中部地区的测绘地图和勘探资源等搜集情报工作完成，目前在新疆进行测绘地图和勘探资源，搜集情报。
2012年6月14日，日本防卫副大臣渡边周首次代表日本政府在电视媒体上出面表态：“本应由国家持有”和“国有化”。
2012年7月4日，奋起日本公布竞选党纲，如果未来执政，将向钓鱼岛派遣自卫队驻军，并且主张和石原慎太郎联合起来。
2012年7月7日，日本首相野田佳彦在记者会上说：“毫无疑问钓鱼岛是‘我们国家领土’的一部分。”野田在记者会上宣称：“钓鱼岛‘不存在领土问题或所有权问题’，因为日本实际控制着这些岛屿。从如何稳定地维护和管理钓鱼岛的角度考虑，我们正在通过与‘岛主’保持联系而对此事进行全面研究。”
2012年7月10日，日本外务省国际情报局前局长孙崎享撰文说：“虽然日本人可能难以接受，但事实就是事实，钓鱼岛不是日本的固有领土。”
2012年7月15日，日本政府召回驻中华人民共和国大使丹羽宇一郎，并且告诉记者“未决定何时回来”。 2012年7月16日，丹羽宇一郎返回北京。
2012年7月25日，日本首相野田佳彦在首都表态支持日本国人以“慰灵祭”的名义登陆钓鱼岛祭奠第二次世界大战出征南洋的大日本帝国军队。 同日，日本外相玄叶光一郎在记者招待会上公开明确表态，美国在琉球群岛部属MV-22“鱼鹰”运输机就是为了遏制中国大陸、积极备战。
2012年7月26日，日本首相野田佳彦在众议院全体会议上公开宣称：“包括钓鱼岛在内，如果我国领土领海受到邻国非法入侵，必要时可以考虑动用自卫队，政府必须坚决应对。”这也是日本政府首脑首次表态用军事手段解决钓鱼岛问题。
2012年8月2日，日本超党派国会议员所组成的“守卫日本领土行动议员联盟”在日本东京举行活动，在8月3日向日本政府提交申请，组成共计50余名议员的登岛队伍，将在8月19日登陆钓鱼岛，举行“慰灵祭”。
2012年8月3日，日本一次性晋升了40名自衛隊将领，分别为16名中将級自衛官和24名少将級自衛官：“中将級海陆空高级指挥官包括陸上自衛隊東部方面隊幕僚長（參謀長）山下裕贞，第5、12及15旅团长，海上自衛隊自卫舰队幕僚长河村正雄，航空自衛隊第3航空團司令兼三泽基地司令若林秀男等。少将級者的有陸上自衛隊第7師團幕僚长藤本卓美，东部和西部方面隊總監部防卫部长，防衛省情报本部总务部长山本祐一等。原自卫舰队司令官河野克俊则接替杉本正彥升任海上自卫队幕僚长（海軍參謀長；上將級）。北部、东北部和中部方面隊总监分别由岩田、田中和河村担任。日本两大主力舰队的自卫舰队司令官和护卫舰队司令官分别由松下泰志、池田德宏挂帅。有日本陸上自衛隊最强‘精锐之师’之譽的第10師團由松村五郎接掌師團長之職，原第6师团长日高政广此次升任为中央即應集團司令官。”
2012年8月7日，日本外务大臣玄叶光一郎对马英九的《东海和平倡议》作出回应：：“从钓鱼岛主权问题上来说，我们无法接受台湾独自的主张。但日本不希望钓鱼岛影响到良好的日台关系。”，“钓鱼岛的主张无法接受。但关于东海的合作方式，虽然目前并没有具体方式，但并不是不可能的。”
2012年8月11日，日本国土交通大臣羽田雄一郎、日本公安委员长松原等诸多内阁大臣表示在8月15日将参拜靖国神社，日本《产经新闻》宣称：“大胆到靖国神社召唤战魂”。
2012年8月13日，中文新聞網站日本新聞網报道说：“为应对所谓的中国船只对钓鱼岛可能的行动，日本自卫队统合幕僚长岩崎茂，要求自卫队海陆空尽快制定应对作战计划。” 日本时事通讯社报道，日本海上保安厅接到上级指示，总部位于冲绳那霸的第十一保安本部和福冈的第十保安本部的日本军事力量海上自衛隊将使用战舰“严阵以待”两岸四地的保钓人士。
2012年8月15日，日本国土交通大臣羽田雄一郎、日本国家公安委员长松原仁、日本自民党总裁谷垣祯一、日本前首相小泉纯一郎之子日本国会议员小泉进次郎、“大家一起来参拜靖国神社国会议员会”会长、自民党原干事长古贺诚、“奋起日本”党代表平沼赳夫，以及50余名民主党、自民党参众两院国会议员参拜靖国神社，随后举行了军国主义招魂仪式，大批日本民众对他们报以热烈掌声。
2012年8月16日凌晨，日本外务省发表声明称将按照日本法律处理被捉住的香港保钓人士。
2012年8月19日，120个日本人（8个日本国会议员）从琉球群岛石垣岛出发，搭乘21艘船只奔赴钓鱼岛祭奠第二次世界大战出征牺牲的大日本帝国军队，其中，12个日本人在钓鱼岛插上多面日本国旗。
2012年8月20日，日本外务副大臣山口壮计划飞往北京，就如何防止中国大陆和香港的保钓人士登陆钓鱼岛举行磋商，以防止“启丰二号”事件再度重演。
2012年8月29日，日本参议院修改《海上保安厅法》及《外国船舶航行法》，正式允许海上保安厅在钓鱼岛附近海域抓捕他国公民，日本海上自衛隊代为履行警察职权实施搜查和逮捕。
2012年9月3日，日本《AERA》周刊刊登日本自卫队的钓鱼岛“行动指南”，其中第九条允许自卫队使用枪支：“第九、在对方停船时，可以使用高压水枪并用巡视船围截。如遇危险活动家的抵抗，也可以使用枪支。 ”
2012年9月5日，日本政府正式和島主達成協議，以約20.5億日元（約合人民幣1.7億元）簽訂購買合約。屆時相關閣僚將在首相官邸開會，確認尖閣諸島國有化方針及使用預備費用購買等事宜。
2012年9月6日，日本前首相安倍晋三在参加日本TBS电视台节目时称：“中国是不敢动用武力‘攻占’钓鱼岛的，因为那样做将严重影响到中国的经济。在最近的黄岩岛问题上，中国就没有动用武力。”

##### 社会
日本民众对东京都政府购买钓鱼岛给予了相当程度的关注和支持，日本雅虎网投票92%的人表示支持， 民众面向媒体披露：“坚决赞同，加油！”、“真不愧是石原知事，只有他能这样做”。
而擁有釣魚台大部分土地所有權的栗原家代表栗原弘行4月18日接受共同社採訪時稱，「今後可能與東京都、中央政府進行交涉」，對展開所有權轉讓談判表現出了積極態度。並表示因為與石原有著約40年的交情和信賴關係，希望通過將島嶼賣給日本政府或東京都來解決主權問題。
2012年7月14日，日本《日经新闻》调查问卷显示：90%的日本人认为要强化钓鱼岛的“实际控制”，46.7%的日本人支持“钓鱼岛国有化”，45.5%的日本人支持“东京都购买钓鱼岛”，只有7.8%的日本人支持“维持现状”。
2012年7月16日，日本《读卖新闻》调查问卷显示：65%的日本人支持“钓鱼岛国有化”，20%的日本人反对“钓鱼岛国有化”。
2012年7月17日，日本《产经新闻》报道，“大部分日本民众主张对华强硬，并且思考日中开战谁胜谁负”。
2012年8月3日，毕业于北京大学的日本籍四川省成都人石平在日本报刊发表文章宣称：“中国现在正忙于内政，而且在南海有很多的挑战，所以这是日本抢占钓鱼岛最好的一个时机。”
2012年8月13日，日本媒体爆料野田内阁计划将于2012年10月撤销丹羽宇一郎的大使职务，原因是“钓鱼岛立场倾向中国”。
2012年8月15日，国内的日本人打电话给电视台和政府部门、也在日本雅虎网喧嚣，建议“日本封锁钓鱼岛”、“轰炸香港保钓船”、“将香港保钓人士枪决”。
2012年8月16日，日本《产经新闻》撰文敦促日本政府派遣日本海上自衛隊在钓鱼岛建立设施以方便警方常驻、修基地、建雷达，允许民众居住钓鱼岛。
2012年8月16日，在新浪微博上，一位帐号名称为「Amami真野奈子」、个人简介中写有「朝日体育主播」的用户发表博文，鼓吹日本政府进行华人华侨种族大屠杀：“臭支那敢再来，自卫队军舰导弹封陪，在日的几十万华人的死期不远了。中国敢伤害日企，日本就把在日华人抓起来枪毙，臭支那你们根本不是对手。” 后经证实，此帐号所指人物并不存在，朝日電視台無此主播，用户头像則由竹內由惠主播移花接木而来。
2012年8月24日，日中新闻社社长石川尚代（中文名：韩晓清）在其新闻社发表文章《认真反思日中关系 冷静评判香港保钓者行动》指出“笔者认为香港、台湾、中華人民共和國所谓的保钓人士所做的登陆钓鱼岛行动，不管他们出于什么动机，都不是爱国行为，而是害国行为。”

#### 中华人民共和国

##### 政府
2012年4月17日，中华人民共和国外交部发言人刘为民表示，“日本对钓鱼岛及其附属岛屿采取任何单方面举措都是非法和无效的，都不能改变这些岛屿属于中国的事实”、“钓鱼岛及其附属岛屿自古以来就是中国的固有领土，中国对此拥有无可争辩的主权”。
自2012年6月10日，日本6个国会议员和“加油日本！全國行動委員會”团体在钓鱼岛举行钓鱼活动宣誓主权之后，中华人民共和国官方媒体中央人民广播电台“中国之声”表示，日本此次行动有违中国大陸和日本达成的“默契”。
2012年7月7日，中华人民共和国外交部发言人刘为民针对日本首相野田佳彦把钓鱼岛收归国有说：“钓鱼岛及其附属岛屿自古以来就是中国的固有领土，中方对此拥有无可争辩的历史和法理依据。中国的神圣领土决不允许任何人拿来买卖。中国政府将继续采取必要措施坚决维护对钓鱼岛及其附属岛屿的主权。”
2012年8月15日深夜，香港行政长官梁振英召见日本驻香港总领事隈丸优次：“港府对事件极度关注，已透过总领事向日本政府重申钓鱼岛和其附属岛屿自古以来就是中国领土，香港居民多年来对这些岛屿有强烈感情，不希望见到日本政府作出任何被香港居民视为挑衅性的行为。（我们）要求日本政府不能危及香港居民和其他中国公民的人身和财产安全，并促请日本政府尽快释放所有香港居民和其他中国公民。”
2012年8月15日，在得知香港保钓人士被日本拘捕后，中国大陸外交部副部长傅莹紧急召见日本驻华大使丹羽宇一郎，并与日本外务省副大臣山口壮通电话，要求日本政府立刻无条件放人。
2012年8月27日，河北省和黑龙江省的2名男子（河北人郭某、黑龙江人夏某）拦截日本驻华大使的车驾，拔走日本国旗，北京警方迅速破案，逮捕了2人，根据《中华人民共和国治安管理处罚法》，对一人行政拘留，一人警告，同时，中国大陸向日本承诺严惩类似事件。
2012年8月29日，中日友好协会会长唐家璇在“纪念中日邦交正常化40周年国际学术研讨会”上讲话，指出中国大陸籍男子拔旗不是“理性爱国”，同时宣布“对两国关系未来也满怀信心，深信中日关系长期健康稳定发展，符合两国政府和人民的共同愿望和根本利益，更是国际社会的普遍期待”。
2012年9月9日，中共中央总书记、中华人民共和国主席胡锦涛在出席俄罗斯海参崴举行的亚太经合组织第20次领导人非正式会议时，同日本首相野田佳彦进行了交谈，胡锦涛就当前中日关系和钓鱼岛问题表明了中方立场：“近来中日关系因钓鱼岛问题面临严峻局面，在钓鱼岛问题上中方立场是一贯的、明确的。日方采取任何方式，所谓的‘购岛’都是非法的、无效的，中方坚决反对。中国政府在维护领土主权问题上立场坚定不移。日方必须充分认识事态的严重性，不要做出错误的决定，以维护中日发展大局。”

##### 社会
2012年7月17日，中国大陸民间对日索赔第一人童增用书面文书向国家海洋局海岛管理办公室申请租赁钓鱼岛及其附属岛屿用于旅游资源的开发。
2012年7月14日，來自河南的保釣人士盛興元，和另外19名志願者，其中包括一名大學生，相約前往奉化打算租船出海，前往釣魚台宣示主權。但為寧波市人民政府官員所阻止，表示目前是休漁季節，漁船不能出海，並稱到了釣魚台一帶也可能會遇到日本的巡邏艦，漁船可能會被撞沉，寧波市人民政府將難以交代。當盛興元返回河南境內時，遭到文殊鄉的派出所長毆打，稱他不應該「多事」，「釣魚島政府會保護，不需要你們管，這樣做是給地方政府惹事。」事後到縣公安局投訴，沒有獲得回應。他在網上揭發事件，表示「火一般的心儼然像潑了一瓢涼水，一顆熱情的愛國心被擊碎了」。
2012年8月19日，广州市、深圳市分别在广州花园酒店的日本驻穗领事馆和华强北赛格广场出现游行人群，抗议日本150多人登陆钓鱼岛。
2012年8月20日，《中国青年报》专文《砸日货蠢行害国 勿让爱国变暴行遮羞布》，指出抗议日本将钓鱼岛国有化的游行示威是“这严重破坏了社会秩序，损害了城市形象，更影响了中国的形象……如此蠢行，不是爱国，而是害国——这样的‘爱国’永远无法得到喝彩，只会让真正的爱国者感到羞愧。”，并指出游行示威违反了《中华人民共和国集会游行示威法》，表示公安机关应当严惩未经过允许而举行游行示威的人。
2012年8月31日，企业家陈光标在美国《纽约时报》用中文和英文刊登半版广告，申明钓鱼岛属于中国，并且“呼吁美国政府和各界人士谴责日本的挑衅行为”。

#### 中華民國

##### 政府
2012年5月2日，中华民国内政部、外交部与國防部官员到立法院外交及国防委员会报告“维护钓鱼岛与南海主权应有作为”时，宜兰县民进党立委陈欧珀询问：“如果台湾民众要购买钓鱼岛，该怎么购买？”中华民国内政部次长简太郎回答：“由于钓鱼岛属于国有领土，所以依据法律无法出售；日本方面则是将钓鱼岛视为私人财产，因此可以透过私人买卖的方式取得岛屿所有权。至于登岛，因为钓鱼岛现在受到日本控制，所以很难登岛，内政部也不鼓励民众前往钓鱼岛。”
中华民国前总统李登辉曾表示：“钓鱼岛属于日本”，同时在日本《文艺春秋》上说：“大陆对钓鱼岛，就好像看到了美人，就主张说是自己的老婆一样。” 7月13日，李登辉在出席台湾群策会举办的“2012暑期青狮营”活动上对大学生们说：“台湾和钓鱼岛的关系，是在日本时代开始，就是渔场问题，台湾应和日本讨论，是否可以让台湾渔民也可以去抓鱼，但要说我们的领土，莫名其妙，说钓鱼岛是宜兰县头城镇一部分，那去问头城镇长，钓鱼岛是不是我们的？台湾很幼稚，做事情处理很不当。”
2012年8月5日，中华民国总统马英九就钓鱼岛提出《东海和平倡议》：“东海和平倡议一共有五点，就是相关各方：第一，应该自我控制，不升高对立行动。第二，相关各方应该搁置争议，不放弃对话沟通。第三，相关各方应遵守国际法，以和平方式处理争端。第四，相关各方应寻求共识，研订东海行为准则。第五，相关各方应建立机制，合作开发东海资源。”
2012年8月14日，中华民国外交部举行“钓鱼台列屿主权议题短文比赛”，分为高中组、大专院校组（含研究生）及社会组3组比赛，参赛者从两个题目中任选一题撰文，分别为“解决钓鱼台列屿主权争议之我见”及“我对钓鱼台列屿主权争议之看法”，宣示钓鱼台主权。但被外界批評毫無意義。
2012年8月15日，马英九和外交部先后表态：“为降低紧张，维护区域稳定，日方应尽速释放香港保钓人士。”
宜兰县长林聪贤在苏澳港和宜兰县的渔民搭乘“护渔号”救援船在钓鱼岛方向绕行，宣誓钓鱼岛属于宜兰县头城镇， 同时提出要到钓鱼岛挂头城镇的门牌，邀请马英九一起登陆钓鱼岛。
2012年8月16日，中华民国外交部政务次长董国猷约见日本驻台代表樽井澄夫说：“香港保钓人士带中华民国国旗登上钓鱼岛，为自发行为，外交部事先不知情，也与中华民国政府无涉”。
2012年8月30日，宜兰县议员林岳贤、陈金麟、蔡文益等和头城镇长陈秀暖、镇代会主席林乐赐沟通，计划将“头城镇钓鱼岛路1号”门牌钉上钓鱼岛。
2012年9月9日，马英九搭乘直升机前往彭佳屿视察，在“ADIZ”防空识别区、东经123度的位置遥望钓鱼岛，宣示主权，这也是中华民国总统离钓鱼岛最近的主权宣示。

##### 社会
2012年5月3日，新党主席郁慕明发起“购买钓鱼岛管理权”运动，但並未引起台灣社會普遍關注或響應。
2012年6月18日，鸿海集团董事长郭台铭在股东会上说：“（我）对日本人十分尊重，喜欢他们的‘执行力’与‘沟通力’。尤其日本人可以当着你的面否决你，但是绝不会在背后捅你一刀；但高丽棒子（指韩国人）就不一样了。……愿意出资买下钓鱼岛，与日本共同开发。”
2012年7月12日，台联党秘书长林志嘉向公众媒体说：“钓鱼岛本来就是日本的领土，日本政府如何运用是他们的权力。钓鱼岛在古代就是属于琉球王国所有，台湾认为钓鱼岛是中华民国的固有领土，这样的宣称是说不通的”。
2012年8月15日，民进党主席苏贞昌在民进党中常会后说：“钓鱼岛是我们的，我们从不放弃，处理钓鱼岛议题应该以和平为先……马英九在野时，对保钓问题讲话很强硬，现在态度则是很软。他认为，处理钓鱼岛问题，应该避免冲突、和平为先、保护鱼权，马英九之所以让人家忧心是，一方面好像提出和平倡议，一方面又做出冲突的事情，这才是让人忧心的地方。”

#### 两岸三地的民间联合行动
2012年6月16日，世界华人保钓联盟组织两岸四地的保钓人士从中華人民共和國前往钓鱼岛宣誓主权，但是中華人民共和國的参加人士被中华人民共和国政府请回，导致行动被迫取消。 而对于选择中華人民共和國作为出发点是因为前几次1月从香港和台湾出发，香港海事部门宣布“去钓鱼台捕鱼非法”随后水警阻止保钓船出发； 在台湾，海巡署也阻止他们出海。
2012年7月4日，世界华人保钓联盟会长、中华保钓协会秘书长黄锡麟在中华民国海巡署的保护下逼近钓鱼岛十米处，抛下一面五星旗，并且呼吁两岸政府一致对外，捍卫自古以来的固有疆域，期间，他们遭到日本海上保安厅船只的冲撞。但持五星旗的行徑也引發台灣社會反彈和批評，部份網友更指出「其實保釣只是幌子，宣示台灣是中國的一部份才是真的」。海巡署則表示，海巡人員戒護過程中，從頭至尾未看到五星旗出現，且五星旗幟非違禁品，倘若真有攜帶，也無法可管，海巡署秉持只要是國人，都將保護其安全，以及不跟中華人民共和國合作共同處理釣魚台問題的原則。而台灣媒體則因林益世索賄案相關新聞排擠，對此未有多加報導。社會大眾也未特別留意此事。
2012年8月12日，14位香港保钓人士从尖沙咀乘坐“启丰二号”起航，前往台湾海峡，将在彭佳屿和澳门、台湾、福建厦门的保钓人士会和，一同前往钓鱼岛宣示主权，出发前，保钓团体主席陈妙德对法新社记者说：“如果此次遭到日方船只的拦截，我们将会反抗。同时我们也希望，中国人民解放军的船隻能够为我们保驾护航。” 台湾的保钓人士由黄锡林带队，计划从钓鱼岛的归属地台湾宜兰县出发。
2012年8月14日，厦门保钓人士迫于中国大陸政府的压力和“天气原因”而取消前往钓鱼岛宣示主权，面对官方不予支持，世界华人保钓联盟秘书长李义强委婉地说：“（中華人民共和國）在放开民间（保钓）这个问题上还有很大的保守。现在香港的船已经到达海域，同时又一个台风已经形成，所以现在就算能走，估计也已经来不及了。……我们也希望政府在这个问题上对民间保钓给予跟大空间。” 台湾方面，原本打算14日出海，但是船东受到政府的压力，不同意出海，即使是给香港保钓船的补给，也不同意。
2012年8月15日，香港保钓人士乘坐“启丰二号”抵达钓鱼岛附近海域，日本海上保安厅派出了20多艘军舰进行拦截、直升机进行监视，使用撞击、高压水炮等方式阻止保钓人士登島。船上7人跳入海中，以游泳的方法登上钓鱼岛，並插上两岸政府旗帜。數十名日本海上保安官及警員已在島上嚴陣以待，保釣人士登島後，沖繩縣警方即以「非法入境」罪名拘捕5名登島的保釣人士，而日本海上保安廳則以涉嫌違反《出入境管理及難民認定法》為由，逮捕啟豐二號上另外9人。日本首相野田佳彦表示将按照日本法律严惩保钓人士。 同日，中国民间保钓联合会和世界华人保钓联盟的成员在北京日本驻华大使馆拉横幅和请愿，要求中华人民共和国政府收复失地，湖南省长沙市步行街黄兴雕像前也出现了拉横幅抗议日本「侵占」钓鱼岛的保钓人士。

#### 美国

##### 政府
2012年8月7日，美国负责亚太事务的助理国务卿坎贝尔要求日本政府与北京就釣魚島國有化問題展开磋商、做出通报。而日方深信中国迟早会理解国有化的必要性并予以接受。坎贝尔对此则不确定并感到不安。
2012年7月9日，美国国务院高官向日本媒体记者表示：“钓鱼岛属于（规定美国对日防卫义务的）《美日安保条约》第5条的适用范围”，一旦钓鱼岛爆发战争，美国可以依据《美日安保条约》介入战争。
2012年8月15日（美国时间），美国国务院发言人盧嵐回应香港保钓人士被日方逮捕时说：“我们在这些事上不会选边站。我们希望看到中日双方找出解决办法，特别是关于钓鱼岛（美方用词：senkaku islands 尖阁诸岛）争议。关于你提到的那件意外，我们期待主权声称所有国可以通过和平的方法解决这个议题，任何挑衅行为对此是没有帮助的。”

##### 社会
2012年7月12日，50位华人及华侨到日本驻洛杉矶领事馆前示威，向日本领事馆递交《抗议书》，抗议日本将钓鱼岛国有化。
2012年7月13日，150位华侨及华人再次奔赴日本驻洛杉矶领事馆楼前示威，反对日本政府拟将钓鱼岛“国有化”，他们高唱“大刀向鬼子们头上砍去”，并且焚烧日本国旗以示抗议，同时，华人华侨向美国警察和人民高喊：“你们忘记珍珠港悲剧了吗。来吧！和我们一道反击日本侵略者！”
2012年8月15日晚上，华盛顿中国和平统一促进会发表声明，敦促日本政府无条件释放香港保钓人士。

#### 其它
2012年5月18日，居住于美国的世界维吾尔代表大会主席热比娅·卡德尔向奋起日本党代表、国会议员平沼赳夫递交10万日元，支持日本购买钓鱼岛，顺便恳求日本购买新疆维吾尔族自治区，“希望日本买下新疆”。
2012年9月1日，瑞典中国大陸留学生在在日本驻瑞典大使馆附近举行示威，高唱中华人民共和国国歌，拉出横幅“誓死保卫、中国人民不屈挠”。
2012年9月3日，法国华人及华侨在日本驻法国大使館举行示威，拉出横幅“誓死保卫、中国人民不屈挠”、“庆祝反法西斯战争胜利67周年”、“日本天皇下跪道歉”，喊着口号“收复钓鱼岛”、“打倒帝国主义”、“大中华团结万岁”，播放《义勇军进行曲》。

#### JPN

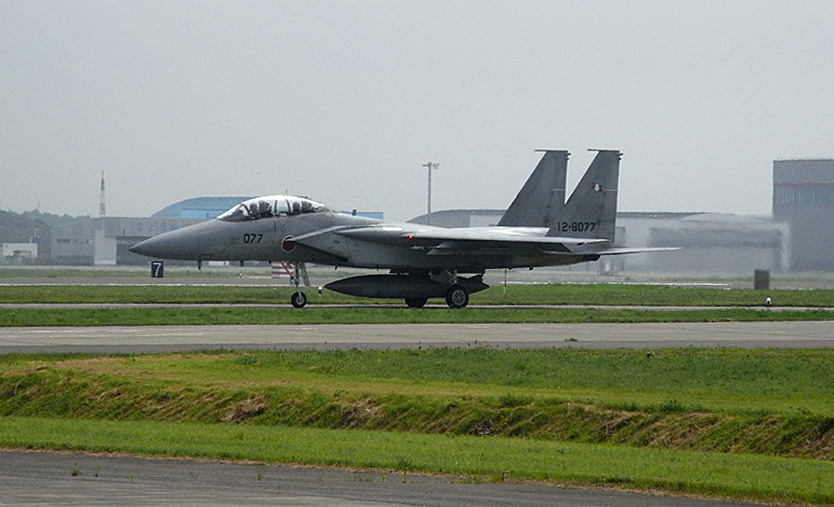
日本F-15DJ

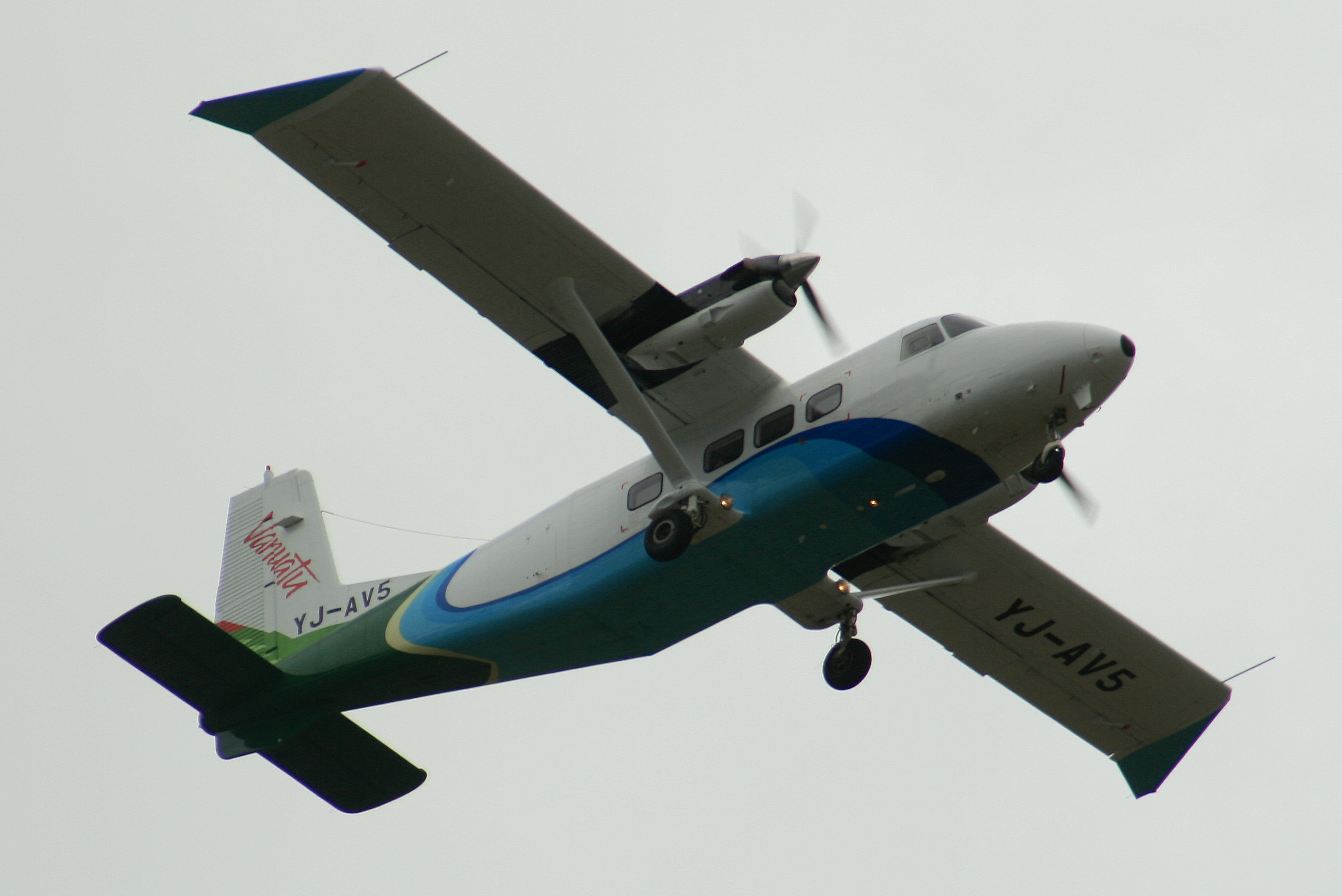
中国大陸運-12偵察機

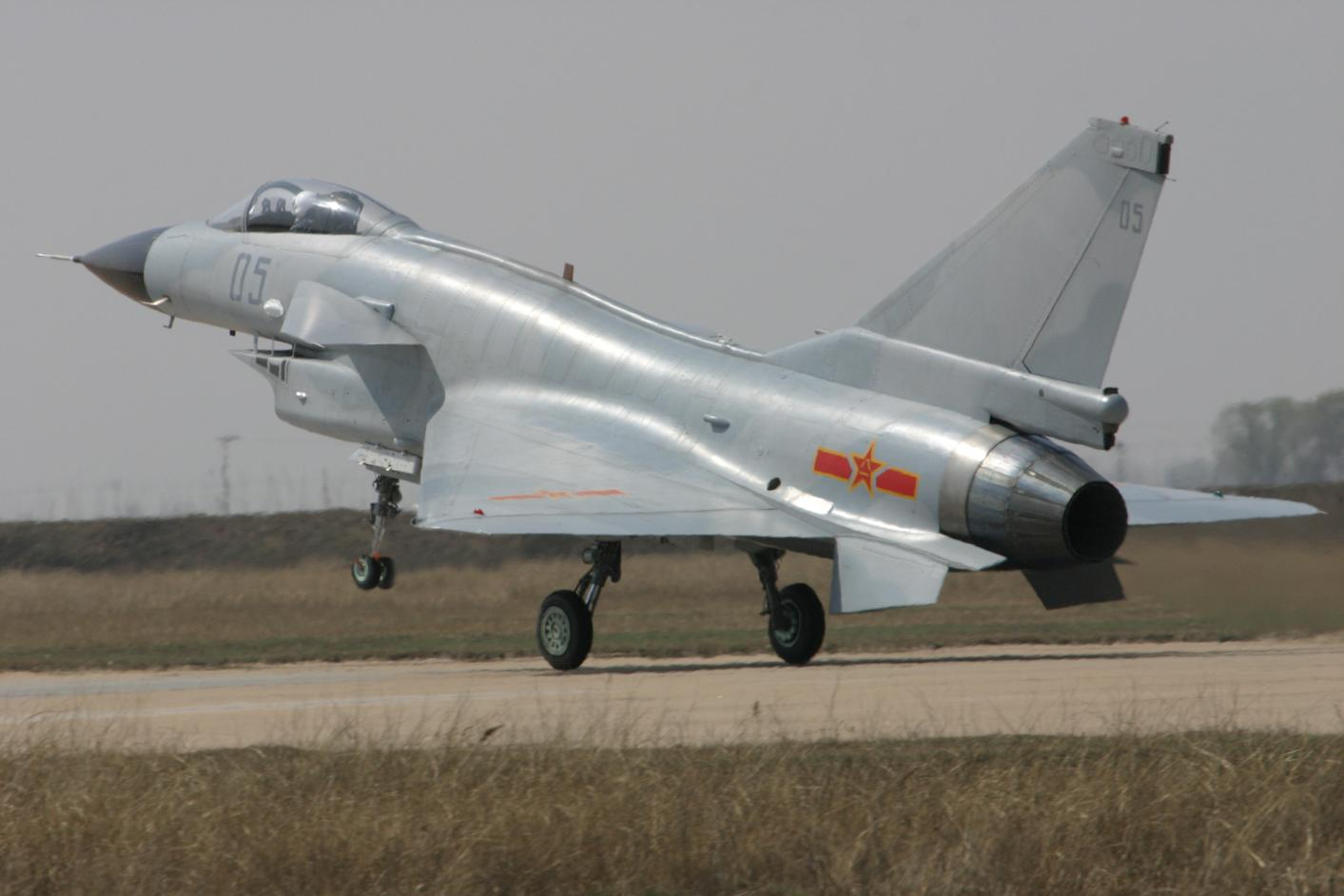
中国大陸殲-10

### 日本政府购买钓鱼岛之后

#### 日本

##### 政府
2012年9月10日，日本政府在总理大臣官邸召開的閣僚會議上，正式決定將其國有化。11日的內閣會議將決定從預備費中支出購島款，並於當天與土地權所有者簽署交易合同。10日的閣僚會議以內閣官房長官藤村修為首，還有外相玄葉光一郎、財務相安住淳和國土交通相羽田雄一郎等人出席。會議確認了將尖閣諸島國有化的目的為：（1）確保航行安全（2）長期平穩安定地維持及管理尖閣諸島。會上還決定由海上保安廳負責管理尖閣諸島。尖閣諸島的國有化成為定局。
2012年9月11日，日本政府正式和島主簽下購島和約。 同日，日本内阁官房长官藤村修在例行记者会上对中国大陸海监船赴钓鱼岛维权表示：“绝不允许他们‘闯入日本领海’的。” 而日本首相野田佳彦在自卫队高官合同会议上训话说：“（自卫队必须做好）万全准备”、“万不可轻视国防”。
2012年9月12日，日本外相玄叶光一郎在东京记者会上敦促“中方以冷静、恰当的方式对待此事”，“不能让事态进一步激化，双方都能从大局出发加以应对是非常重要的。” 日本首相野田佳彦表示“举全国之力保卫尖阁列岛”，已经拟定8个方案，将派遣自卫队常驻、在岛上修建灯塔等。
2012年9月16日，日本首相野田佳彦将钓鱼岛问题提交给联合国，并且计划在联大国家首脑会议的时候在发言中就“钓鱼岛”、“独岛”问题阐明日方立场，同时争取美国、越南、菲律宾的支持。
2012年9月16日，日本首相野田佳彦在NHK电视的时政讨论节目中说：将拘捕一切登陆钓鱼岛的外国人，而独岛和南千岛群岛因为处于外国实际控制之下而免除。
2012年9月17日，日本外相玄叶光一郎、防卫大臣森本敏和美国国防部长帕内塔举行会谈，美国国防部长帕内塔向日方承诺：“《日美安保条约》第五条适用于钓鱼岛”。
2012年9月18日，日本新党“日本维新会”代表、大阪市长桥下彻发表讲话，称“冲绳县警察必须驻守钓鱼岛”，“修建船舶码头”，“（日本政府）真是太没出息了”。
2012年9月19日，日本东京都知事石原慎太郎召开记者会，在记者会上说：“不妨对中国说：敢来就砍”，同时称不久之后将在钓鱼岛兴建船坞、灯塔。
2012年9月26日，日本首相野田佳彦在美国纽约市参加联合国国家首脑大会的闲暇时间会见印度尼西亚总统苏西洛·班邦·尤多约诺、哥伦比亚总统胡安·曼努埃尔·桑托斯以及蒙古总统查希亚·额勒贝格道尔吉、澳大利亚总理朱莉娅·吉拉德等各国政要，猛烈抨击中华人民共和国反日抗议举动，并且寻求各国支持。
2012年9月27日，日本首相野田佳彦在联合国国家首脑大会上发言指出：“无论是从历史上还是从国际法上来说，钓鱼岛都是日本固有领土，这是明明白白的事情。（与中国）不存在领有权问题，这是（我们立场的）基本，从这个基本往后退并作出妥协，是不可能的事。”，“捍卫主权、领土和领海是国家理所当然的责任。我国也将依照国际法继续履行这一责任。” 同日，日本第25任自民党总裁安倍晋三在记者会上说：“中日之间不存在领土问题”。
2012年9月28日，日本内阁官房长官藤村修在记者会上针对杨洁篪联大辩论说，“（钓鱼岛）这是中国单方面的主张，毫无根据。”  同日，日本政府宣布在2013年发射一颗海洋观测卫星，监控钓鱼岛。
2012年9月28日深夜，日本首相野田佳彦更新自己的博客，发表了对中华人民共和国反日游行示威的看法：「“国民自身的‘品格’也当受到追问”，“不管在什么场合下，暴力都是不可原谅的”。」
2012年9月29日，民主党前政调会长前原诚司在神户市发表演讲，指出“中国是一个歪曲和伪造历史的国家。”，“中国公务船所谓三番五次地‘侵入日本领海’，目的是要引诱自卫队出动，以便寻找对日本发动进攻的藉口。”
2012年10月2日，日本首相野田佳彦命令政府官员从速编写“关于钓鱼岛的三大真相”的书籍，向所有与日本有外交关系和使馆的国家说明钓鱼岛的情况：“（1）钓鱼岛在历史上及国际法上都是日本‘固有领土’。（2）‘国有化’的目的是为了平稳安定的维持管理。（3）无论任何理由，暴力都是不被允许的。”
2012年10月2日，日本驻纽约总领事馆以首席领事川村泰久的名义，向《纽约时报》电子版投稿进行了钓鱼岛归属问题的反驳，文章说：“钓鱼岛是日本固有的领土，这无论在历史上还是在国际法上都是不容置疑的事实”，“将钓鱼岛称为日清战争（甲午战争）的战利品等意见都存在严重错误。”
2012年10月5日，日本外务省刊登中国共产党官方媒体《人民日报》1953年1月8日的一篇文章《琉球群岛人民反对美国代管》，并且注释说：“可见中华人民共和国曾将钓鱼岛视为冲绳的一部分”。当年《人民日报》的文章承认钓鱼岛属于琉球群岛，但是也明确讲清楚了“琉球人民与日本人民是互不包含的两个不同国家的人民”。
2012年10月9日，日本农林水产政务官鹫尾英一郎在政治资金宴会上说，“（钓鱼岛）这个岛归谁所有都没有关系，也可以归中国政府所有。有些话说起来可能有语病，但这事情就像在日本的登记册上写上‘中国政府’一样这么简单。”
2012年10月10日，日本外相玄叶光一郎在记者会上发表讲话，并且拿出1960年中华人民共和国出版的《世界地图册》，上面的钓鱼岛名称为尖阁诸岛，他说：“中国在1970年以后才开始主张对相关岛屿拥有主权。在上世纪60年代中国发行的地图中，曾明确标明钓鱼岛是日本领土”。
2012年10月11日，日本副首相冈田克接受凤凰电视台专访说：“中方说周恩来总理和田中角荣首相见面时、以及邓小平来日和福田首相会面时，就尖阁问题达成了默许的共识。但我们不这样认为。当时尖阁也是日本领土，这毫无疑问，我们也不会搁置。关于周恩来和田中角荣、以及邓小平和福田的谈话内容，日方公开了信息，任何人都可以查询，我认为没有默许的共识。”，“日本认为领土问题不存在，这个立场没有变。但日本认识到中国政府对尖阁有重大关切，这是现实存在的问题。两国必须从这样的观点处理此事。”，“我认为中方也在某种程度理解了日本的立场”。
2012年10月12日，日本国家战略担当相前原诚司在朝日电视台讲话称，日本政府购买钓鱼岛是为了防止石原慎太郎闹事，以防止和中华人民共和国开战。 同日，日本外相玄叶光一郎称将在八国集团峰会宣讲“日本对于钓鱼岛主权的正当性”，同时在2013年新增设驻外国大使馆，加强国际联系和信息沟通。
2012年10月13日，日本长崎县发行“长崎县国境离岛”邮票，包括钓鱼岛、韩国实际管辖的独岛均被列入“日本专属经济区”。
2012年10月14日，日本联合美国、澳大利亚、新加坡等国在神奈川县横须贺附近的相模湾举行阅兵式，野田佳彦用第二次世界大战时期大日本帝国领袖“更加奋进、努力”等战前动员的语句训导自卫队士兵。
2012年10月15日，日本外相玄叶光一郎与美国常务助理国务卿伯恩斯会谈，玄叶光一郎在记者会上说：“希望就当前紧张局势不断升级的东亚局势，与美方坦率地交换意见。双方在会谈中以中国和朝鲜为对象，一致认为美日应联手对付中朝。” 同日，自民党总裁安倍晋三和伯恩斯会谈说：“绝对不会向中国退让一厘米的土地”，“日美是同盟国，希望美国能够倾向于日本，这是我们日本的想法。”
2012年10月17日，日本前首相总裁安倍晋三以“怀着对（第二次世界大战大日本帝国）战死者的尊敬”参拜靖国神社，对自己担任首相没去参拜靖国神社表示“后悔”，直言如果再度担任日本首相，将号召内阁成员参拜。
2012年10月18日，日本超党派团体“大家一起参拜靖国神社国会议员会”的67名国会议员参拜靖国神社，包括国土交通大臣羽田雄一郎、邮政民营化及防灾担当大臣下地幹郎、日本前首相森喜朗、参议院副议长尾辻秀久、“奋起日本党”党首平沼赳夫。 同日，纽约联合国大会裁军及国际安全委员会提出一项旨在减少核武器的决议草案“加强关于使核武器不合法的努力”，日本没有签署，不放弃对核武器的拥有权。
2012年10月19日，日本自卫队和中国人民解放军的“校官级交流”项目被日本政府废除，这活动已经举办了10年，此前，中华人民共和国政府与日本政府沟通，因钓鱼岛问题希望将两国军事交流缓一缓时间。
2012年10月21日，日本副首相冈田克也就钓鱼岛问题发表看法，“钓鱼岛不存在领土问题，但存在‘争论’”，而遭到媒体误解和误报，将“争论”说成是“争议”。
2012年10月24日，日本防卫相森本敏视察收复离岛训练，同时，日美联合军演将把地点改为琉球群岛本岛。 此前，日本媒体爆出日本政府取消联合军演，而中国大陸专家则认为系中国大陸政府强硬姿态迫使其放弃军演。
2012年10月25日，日本海上自卫队对日中海战军棋推演结果出炉，日军以“微小损失”全歼中国人民解放军北海舰队、东海舰队。
2012年11月5日，日美联合军演中，日本出动了忍者，展示“伊贺流忍术”。
2012年11月6日，日本外务副大臣榛葉賀津也没有同意签署“加强使核武器不合法的努力”的联合声明草案，其理由是“该草案与日本的安全政策并不一致”，日本右翼人士聲稱日本能在183天内制出核武器。
2012年11月13日，石原慎太郎组建“太阳党”，并且合并入“奋起日本”，下一步将在钓鱼岛建立灯塔。
2012年12月3日报道，日本驻华大使木寺昌人指钓鱼岛主权争端影响中日贸易关系，日本将努力促进中日关系。就記者提問日本内阁為何决定于九一八事变81周年前一周完成购岛手续，木寺回答说：“如果你想从这个观点来批评时间问题，那也许是，但在当时的政治状况下，国内不得不推进每个阶段程序，我们的目标是维持尖阁诸岛的长期安定与平稳管理。我的前职是内阁官房副官助理，作为在首相官邸负责这一事务的人，我认为野田首相最警惕的是双方的领土民族主义，特别是日本，他考虑的是不要让这种情绪变成喷发的怪焰，所以他一再说‘目的是维持岛屿平稳和管理’。民族主义对我们有害无利，我们被说成不断重申立场，可如果需要，我们还会不断重复做这事，希望在这之中，日中找到拉近距离的出路。”他又认为日本政府的举动在于平息国内对中日两国都无益处的民族主义情绪，「日本政府购入钓鱼岛是最善的抉择，遗憾中国的理解与日本不同。」
2012年12月13日，针对中国大陸海监B-3837飞机在钓鱼岛上空飞行巡视，日本自衛隊出动8架F-15战机和1架“E2C”预警机进行拦截。
2012年12月17日，当选日本首相的自民党总裁安倍晋三发表记者会，就钓鱼岛问题说“进行着有效控制，没有谈判余地”，同时对前次担任首相没有参拜靖国神社感到“上届首相任期中没能参拜，悔恨至极。这本不应该发展为外交问题。”

##### 社会
2012年9月13日，据《新京报》转引日本广播协会9月11日公布的一项调查显示，对于日本政府购买钓鱼岛这一行为，选择“相当高的评价”的有6%，选择“完全不给分”的民众占23%，选择“一定程度的评价”的民众占28%，选择“不太给分”的民众占32%。

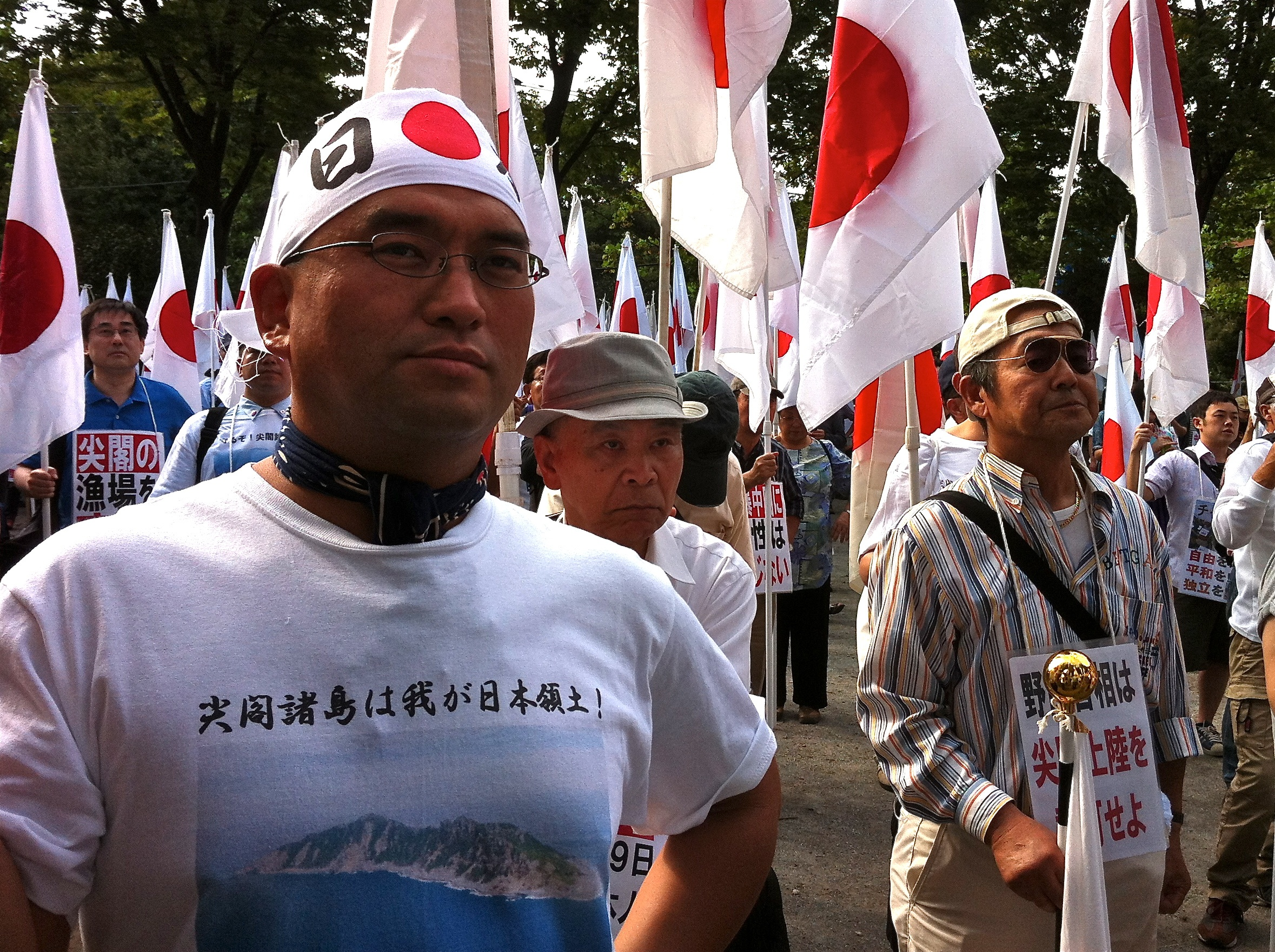
日本民间支持拥有“尖閣諸島”组织的遊行

2012年9月15日，日本东京70余人举行游行示威，抗议中华人民共和国和大韩民国，抗议民众高举“Kill China（殺死中国）”、“Fuck Korea（他媽的韩国）”的标语，高举大日本帝国军旗。
2012年9月18日，日本冲绳县警方和第11管区那霸海上保安本部透露18日凌晨零点30分左右，3名日本男子乘坐“第八道竹丸”号渔船从冲绳县石垣岛出港。出港前，3人接受了石垣海上保安部保安官的检查，并向保安官保证，“我们准备到周边海域捕鱼，不会登岛”。但3人出发後上午9点2人跳入海中游到岸边，登上钓鱼岛。
2012年9月19日，日本福冈县志免町以及福冈市博多区的数家中国大陸企业和餐馆遭袭击，日本警察廳以涉嫌损坏公物为由展开调查。
2012年9月20日，日本经济新闻社驻华记者森安健在英国《金融时报》的谈话公布，他表示日本防衛省已经在研讨中日之战的策略，如果中日开战，那么日本将大获全胜，击沉一切钓鱼岛的中国大陸船隻：“日本自衛队具有更强大的潜艇侦查和拦截技术，中国这方面的技术则差些。所以日本认为，日本将有能力击沉所有钓鱼岛水域中的中国船只。”
2012年9月22日，日本东京右翼组织举行近千人大游行，他们打出标语“中国留学生滚出去”、“南京大屠杀不存在”等。
2012年9月25日，《日本经济新闻》刊布专文《浮躁的中国抵制不了日货》，原因是中华人民共和国的加工产品根本离不开日货，举例“半导体”做了详细说明。
2012年9月27日，华侨藏家陈灿培在eBay购买到正在兜售的日本侵华老兵收藏的“上海警备纪念”和“大日本海军特别陆战队”的相册。
2012年9月29日下午，日本人岸本匡贵和高桥英树向大阪市中国大陸总领事馆墙上扔了装有墨汁的矿泉水瓶，并且在卷帘门上涂了喷灭火剂。 同时，在东京都池袋地区，日本人举行游行示威。
2012年10月3日，多名日本人再次进入钓鱼岛海域，宣誓主权。
2012年10月8日，国际货币基金组织及世界银行年会即将在日本东京召开，日本《产经新闻》鼓吹日本政府在年会上就货币和经济方面打压中华人民共和国。
2012年10月10日，来自四川省成都市归化日本的日本拓殖大学客员教授石平在《产经新闻》撰文指出，中华人民共和国政府只是一只“纸老虎”、只是“虚张声势”和“恐吓和威胁”，日本无须恐惧，日本必须加强日美同盟，抗衡中华人民共和国。
2013年1月10日，中国大陸10架战斗机在东海靠近钓鱼岛海域附近飞行，日本出动多艘F-15战斗机进行拦截，中国大陸战斗机没有飞抵钓鱼岛上空。

#### 中华人民共和国

##### 政府
2012年9月10日，
- 国务院总理温家宝在外交学院庆祝教师节活动讲话时表示：“中国政府和人民比任何人都珍惜来之不易的国家主权和民族尊严，即使在极其艰难困苦的情况下，也是铮铮铁骨。钓鱼岛是中国固有领土，在主权和领土问题上，中国政府和人民绝不会退让半步。” 同日，杨洁篪紧急召见日本驻华大使丹羽宇一郎，向其表达中方的立场：“中国政府和人民决不容忍国家领土主权受到侵犯和损害，将坚决维护对钓鱼岛及其附属岛屿的主权。中方强烈敦促日方立即撤销‘购岛’的错误决定，停止一切损害中国领土主权的行为。否则，由此产生的一切后果只能由日方承担。”；中国驻日本大使程永华也向日本外务省负责人递交抗议书。

- 中华人民共和国政府发表了《关于钓鱼岛及其附属岛屿领海基线的声明》。同日，外交部长杨洁篪召见日本大使提出强烈抗议，外交部也发表声明，称日本政府购岛非法无效，“中国政府不会坐视领土主权受到侵犯”，“如果日方一意孤行，由此造成的一切严重后果只能由日方承担。”。

2012年9月11日，海监船海监46、海监49抵达钓鱼岛附近海域，将视情况进一步展开宣示主权行动。 同日，中华人民共和国国防部新闻发言人耿雁生在记者会上就钓鱼岛问题说：“今年以来，日本政府姑息纵容右翼势力掀起购岛风波，甚至自己出面购岛，严重破坏中日关系发展的大局。日本近年以种种借口扩充军备，频频制造地区紧张局势，接连在钓鱼岛问题上制造事端，值得亚洲近邻和国际社会高度警惕。”
2012年9月13日，在国务院新闻办举行的发布会中，商务部部长姜增伟称，“日方的所谓“购岛”行为，难以避免地会对中日经贸关系产生的负面影响。”中國常駐聯合國代表李保東向聯合國秘書長潘基交提交中國釣魚台及附屬島嶼領海基線坐標和海圖，履行了「聯合國海洋法公約」所規定的義務，「新華社」稱此舉已經完成公布釣魚台及其附屬島嶼領海基點基線的所有法律手續。
2012年9月14日上午6时许，中国海监50、15、26、27和中国海监51、66，抵达钓鱼岛及其附属岛屿海域，进行维权巡航执法。随后，日本外务省事务次官河相周夫紧急召见中国驻日大使程永华，向中国政府提出了“抗议”。
2012年9月16日，中华人民共和国向《联合国海洋法公约》设立的大陆架界限委员会提交东海部分海域二百海里以外大陆架划界案，自然延伸到琉球群岛海槽。
2012年9月18日，中华人民共和国国防部长梁光烈会见美国防长莱昂·帕内塔，“我们坚决反对美方宣称《美日安保条约》适用于钓鱼岛，希望美方从地区和平稳定大局出发，切实履行对钓鱼岛主权归属问题不持立场的承诺。”但是，帕内塔没有作出回应，只是邀请中方参加2014年环太平洋军演。 同日下午，中共中央政治局委员、中央军委副主席徐才厚也会见了帕内塔，“。中方坚决反对将钓鱼岛纳入《美日安保条约》，希望美方切实履行对钓鱼岛主权归属不选边站队的承诺，以利于维护地区稳定和世界和平。”，帕内塔回应，“美方注意到近期中日岛屿争端，了解中国的历史性主张。美方对中日钓鱼岛争端不持立场，希望该问题得到和平解决。”
2012年9月20日，温家宝在比利时布鲁塞尔见华人华侨时表示：“最近，日本当局导演的一场钓鱼岛的闹剧，全世界都应该知道钓鱼岛是中国神圣的固有领土，我们要维护国家的主权和领土完整，在这个问题上我们要采取有力措施。在涉及国家主权领土完整，这些重大问题上要保持铮铮铁骨，毫不退让。一个民族没有比尊严和自主、独立更为重要的了。”
2012年9月25日，中华人民共和国国务院新闻办公室发表《钓鱼岛是中国的固有领土》白皮书，详细披露了日本吞并琉球群岛、台湾岛、钓鱼岛的历史过程。
2012年9月27日，中华人民共和国外交部就日本首相野田佳彦在联大会议发言答问时说：“中国人民为世界反法西斯战争胜利做出了巨大牺牲和重大贡献。一个战败国却要霸占一个战胜国的领土，岂有此理？！日本在钓鱼岛问题上的立场和做法，践踏了《联合国宪章》宗旨和原则，本质上是不能彻底反省和清算日本军国主义侵略历史，企图否定世界反法西斯战争胜利成果，挑战战后国际秩序。这值得国际社会高度警惕。”
2012年9月27日，中华人民共和国驻联合国代表李保东在联大辩论会就儿玉和夫敦促中华人民共和国遵守和履行《马关条约》的发言说：“时至今日，日本政府仍抱着昔日殖民心态不放，一再违背国际义务，企图继续侵占钓鱼岛等岛屿。日本政府近期所谓‘购岛’实质，就是企图通过非法手段将其所窃取和霸占的中国领土‘合法化’，在国际上混淆视听，欺骗舆论。日本这种行为严重侵犯中国主权，是企图把殖民政策的结果延续化和合法化，是对世界反法西斯战争胜利成果的公然否定，是对战后国际秩序和《联合国宪章》宗旨和原则的严重挑战。”
2012年9月28日，中华人民共和国驻日本大使馆接收到日文署名“野田佳彦”的的信件，信中装有来福枪子弹一枚。
2012年10月3日，为应对日本右翼势力陆续闯入钓鱼岛海域，中国海监50、15、26、27船开始往钓鱼岛毗连区巡航宣誓主权。
2012年10月11日，中华人民共和国外交部发言人洪磊在记者会上就日本外相玄叶光一郎提出中国出版的《世界地图册》问题时说：“玄叶外相已不是第一次拿出断章取义的材料来试图支撑日方的立场。在涉及国家领土主权如此重大严肃的问题上，用一些支离破碎的材料来佐证自己的立场，只能证明日本从未合法拥有过对钓鱼岛的主权。关于日本利用甲午战争窃取钓鱼岛的历史经纬，中日两国学者都作过详实严谨的论述，日本自己的官方史料也可以构成明白无误的旁证，日方对此视而不见、避而不提，反而为日本在历史上通过战争手段进行侵略扩张张目，这完全是‘强盗逻辑’！”
2012年9月14日、24日，10月2日、3日，国家海洋局聲稱中国海监船连续驶入钓鱼岛领海进行例行维权巡航。
2012年10月25日、28日、30日，国家海洋局聲稱海监船连续驶入钓鱼岛领海进行例行维权巡航，并对监视的日本巡逻船「实行驱离措施」。
2012年11月2日、3日、4日，国家海洋局聲稱中国海监船连续三天驶入钓鱼岛领海执行公务，并对监视的日本巡逻船「实行驱离措施」。
2012年12月13日，中国海监B-3837飞机在钓鱼岛上空飞行巡视，日军出动8架F-15战机和1架“E2C”预警机进行拦截。中国外交部就F-15飞入钓鱼岛领空进行了抗议。
2012年12月14日，中华人民共和国外交部发言人洪磊就日军出动飞机拦截中方海监船答记者问说：“中国外交部敦促日方重视中方严正立场，停止一切侵犯和损害中国领土主权的行为。”
2012年12月22日，中国国家海洋局调查飞机Y12巡逻机在距离钓鱼岛120公里外的地方被日本海军F-15战斗机拦截。

##### 社会
2012年9月11日，在北京，有数名人士到日本驻华大使馆门举起标语抗议日本政府收购钓鱼岛，其中一个男子焚烧日本国旗，遭到保安制止；在广州，数人在日本驻广州总领事馆前举起标语抗议日本政府收购钓鱼岛；在山东省威海市，200多人举行游行示威，高唱国歌，抗议日本政府收购钓鱼岛。
2012年9月14日，香港保钓委员会表示，启丰二号已经完成维修工作，计划在九一八事件纪念日登陆钓鱼岛。
2012年9月15日和16日，中国多座城市爆发大规模反日游行示威。
2012年9月24日，浙江省象山县石浦渔港的部分渔民接受凤凰卫视记者的采访谈钓鱼岛捕鱼作业问题，一个郑姓船长说：“（日本）他们的军舰嘛，从西表岛出来，有飞机有军舰在那边，他用水龙头高压水冲我们的渔船。我们也有讲（钓鱼岛）是我们的，报纸不是也有登么，是中国的领土，我们也有讲啊，没办法，他是用武力的，我们渔民哪有武力呢，我们手无寸铁。现在想是想，但是怕怕。”
2012年10月10日，青岛人郭川乘坐帆船抵达钓鱼岛海域8海里，日本海上保安厅出动6艘巡逻船和多艘直升飞机进行包抄与夹击，途中遇到渔政船舟山号和201号護送离开钓鱼岛海域。
2012年10月23日，《中国青年报》刊布专文《国人赴日旅游无罪 强迫他人仇日很危险》就近日2200个上海人搭乘“哥斯达维多利亚”号客轮到日本旅游发表看法，指出赴日旅游是合法权益、公民的基本权利，引用历史称大日本帝国侵华时它也有反战派，而在网络上叫嚣上海赴日旅游者是“汉奸”的人是极端民族主义，没有法律和公理。
2012年12月22日，中国篮球协会的官方网遭黑客攻击而瘫痪了2个月，官方网上显示“钓鱼岛是日本领土、支那猪、大日本帝国”等文字，但有網民提出質疑：「是中国人自己干的，日语里的猪不是那样写的，达字也不是那样写的」 。
近日，内地各媒体转载香港中评社刊文《琉球不是日本领土，应归还中国或让其独立》，文章认为既然琉球群岛都是美日私相授受的，钓鱼岛也就更不是日本领土。

#### 中華民國

##### 政府
2012年9月10日，总统府、国安会紧急召开会议，应对日本政府收购钓鱼岛。 同日，行政院长陈冲说：“钓鱼岛是中华民国领土，是国有财产，若有任何人从事买卖，我们一概不会承认它的效益”。
2012年9月11日，外交部长杨进添电召台湾驻日代表沈大使以最快速度返台，同时召见日本驻台代表樽井澄夫表达强烈抗议，“我们对于日方的片面做法，不接受也不承认，呼吁日方立即撤回购岛决定。”。
2012年9月12日，中华民国海巡署将安排500吨级连江舰和600吨级的花莲舰赴钓鱼岛海域操演护渔勤务交接，马英九表示：“台湾东北角的渔民到钓鱼岛海域捕鱼历史超过100年，行政院海岸巡防署护渔，不能偶尔去一次，不但要常去，在渔季时甚至应每天都要去。”
2012年9月16日，范姜泰基在记者会上说，国安部将发行“离岛邮票”，包括钓鱼岛及其附属岛屿、彭佳屿、东沙群岛、南沙群岛等。
2012年9月3日，台北市市长郝龙斌将下周的国庆日主轴定为“保钓”，将向台北市市民宣传钓鱼台属于宜兰县头城镇的历史。
2012年10月10日，马英九在国庆日讲话中重申钓鱼台立场，捍卫主权、海疆。
2012年10月11日，外交部在美国《纽约时报》、《华盛顿邮报》、《洛杉矶时报》、《华尔街日报》这四大报纸刊登广告，用图文并茂的形式宣示钓鱼台主权。
2012年10月17日，台湾鸿海集团董事长郭台铭提出“三三会”解决钓鱼台问题，即中华民国、中华人民共和国、日本三方的民间进行合作，开发钓鱼台附件海域的资源，而后三分，留一份做底，马英九表态：“很赞同这样构想”。
2012年10月19日，国民党籍立法委员杨应雄提出《“离岛建设条例”修正案》，将金马澎湖、东沙、南沙群岛及钓鱼台列屿列为中华民国离岛领土。
2012年10月22日，中华民国驻巴拿马大使周麟向巴拿马代理外交部长阿瓦雷兹就巴拿马总统的钓鱼台表态表达严重关切，同时将提供给巴拿马一份钓鱼台的历史数据。
2012年12月14日，外交部发出新闻稿就中日两国海监飞机和战斗机对峙表达“严重关切”，重申“主权在我、搁置争议、和平互惠、共同开发”基本立场。

##### 社会
2012年9月12日上午，李登辉在南投米堤饭店与台湾媒体、日本媒体会谈时说，“因为钓鱼岛没有主权问题，只有渔业问题”，“你们家（日本）发生的事，我要反应什么？你儿子要娶什么老婆，我也没办法！”“（‘收购’钓鱼岛）这件事与我们无关，这是日本人的事”。 李登辉与日本作家阿川佐和子的谈话在日本《周刊文春》刊載：“钓鱼岛一直是日本的领土，从我当总统的时候开始，就如此明白对外表示。”
2012年9月12日，新党主席郁慕明点名李登辉及台联，“到底钓鱼岛是不是我们的领土？”
2012年9月12日，民进党主席苏贞昌谈到日本政府正式收购钓鱼岛表示：“马政府有必要硬起来”。
2012年9月17日，台湾保钓人士组织成立“人人保钓大联盟”，计划在23日发起游行示威，路线从國父纪念馆游行前往日本交流协会，并且递交抗议书。
2012年9月21日，台湾“大瀚711号”工作平台船悬挂“保卫钓鱼台”、“钓鱼台是我们的”前往钓鱼岛宣誓主权，但是被日本海上保安厅舰船夹击，在海巡署和星舰的护送下才得以脱离日方的骚扰，安全返航。同日，《時報周刊》報導日本海上自衛隊少將秘密來台，並與馬政府達成共識，「冷處理」釣魚台問題。馬英九總統更親自向海巡隊下達保釣護旗指令，未來不准讓他看到，釣魚台出現五星旗。
2012年9月24日，為抗議日本將釣魚臺國有化，由宜蘭縣蘇澳及頭城漁民組織「釣魚臺護漁委員會」，發起「為生存、護漁權」行動（925臺灣保釣行動）。9月24日下午3時集結78艘蘇澳、頭城漁船，從南方澳漁港出發前往釣魚臺列嶼，9月25日抵達釣魚臺一帶海域。此行動為歷年最大規模的台灣民間保釣行動，共58艘漁船、292位漁民參與，海巡署亦協同出動12艘艦艇全程護航。台灣方面的船艇到達釣魚臺海域時，與日本海上保安廳派出的34艘艦艇、定翼機對峙，雙方船艦還動用水砲互相驅離，最後台灣漁船與海巡署艦艇突破日本海上保安廳船艦包圍網，台灣漁船及海巡署艦艇距離釣魚臺本島時最近僅2.1浬，是2000年代以來台灣船隻距離釣魚臺最近的一次保釣行動。
2012年9月30日，宜兰县保钓人士发起保钓大游行，得到数千人支持，人群高呼：“日本人滚出钓鱼台! ”、“钓鱼台是台湾的，也是头城的”，但是，县长林聪贤没有出席。
2012年10月15日，吕秀莲召开记者会说：“李登辉当了12年总统，不应说钓鱼台是日本的”，对于中华民国和日本的钓鱼台渔业谈判，则说“没有主权哪来渔权？”

#### 美国

##### 政府
2012年9月12日，美国众议院外交委员会举行的“北京在南海的崛起势力”听证会中，华府智库学者葛来仪和前国防部官员布鲁克斯针对东海和南海议题发表看法。葛来仪认为在主权问题上，美方应持中立观点，但如果日方遭到攻击美方必须有所回应，而布鲁克斯则认为美国不是这场争议中的主要角色，如果中日之间发生战争，美国仍须经过宪法复杂的程序才能根据《美日安保条约》进行回应。
2012年11月29日，美国参议院决定在2013财年“国防授权法案”中增加一附加条款，明确规定美国对日防卫义务的《日美安保条约》的第五条适用于钓鱼岛。
2012年12月4日，美国参议院通过“2013财年（2012年10月—2013年9月）国防授权法修正案”，明文规定：“钓鱼岛是《日美安保条约》第五条的适用对象。”

##### 社会
2012年9月14日，美国罗德学院国际关系学教授约翰·科珀在《国家利益》发表文章《东海的岛屿争夺》中说：“科学家们的新发现可能表明，地理不再支持日本的主权要求。钓鱼岛在地理上不是——正如人们长期以来认为的那样——琉球群岛的一部分，反而可能是中国大陆架的延伸，尽管这一点尚未根据国际法的相关条款裁定。”
2012年9月16日，华盛顿的日本驻美国大使馆、旧金山、芝加哥、纽约等美国城市，美国华人华侨举行抗议日本收购钓鱼岛的游行示威，呼吁华人华侨勿忘九一八国耻日。
2012年9月27日，纽约市的华人华侨在联合国大楼前示威，抗议日本政府非法购买和吞并钓鱼岛。
2012年10月3日，美国《纽约时报》刊登了尼古拉斯·克里斯托弗（Nicholas Kristof）的评论文章《钓鱼岛背后不便直视的真相》，文字说：“有证据显示日本1895年实际上当作战利品从中国夺走了钓鱼岛，我对中国的立场感到同情。”

#### 菲律賓
2012年12月10日，菲律宾外交部长德尔·罗萨里奥就日本自民党总裁安倍晋的执政政策对记者表示：“支持日本修改和平宪法重整军备，以抗衡中国不断升级的强硬军事姿态”；同时，菲律宾外交部发言人赫尔南德斯说：“我们希望日本支持和平解决这里（指南海）的争端，结交更强大的盟友符合菲律宾利益”。

#### 蒙古国
2012年10月2日，蒙古国外长恩赫包勒德会见日本外相玄叶光一郎，玄叶光一郎向其说明钓鱼岛归属，恩赫包勒德表态支持钓鱼岛属于日本。 蒙古国外交部官方网站列出说明，指出蒙古国外长恩赫包勒德并没有和日本外相玄叶光一郎就钓鱼岛问题支持“日本固有领土”观点，而是说“希望中日双方在钓鱼岛问题上保持克制，通过协商解决问题”，其挺日言论系日本媒体《共同社》伪造。

#### 巴拿马
2012年10月22日，与中华民国有外交关系的巴拿马总统马蒂内利在东京记者会上说：“围绕钓鱼岛问题，在日本与中国的立场问题上，我们支援日本。”，并且承认“钓鱼岛是日本固有领土”的观点。 这也是首个站出来明确表态支持钓鱼岛属于日本的国家。

#### 巴基斯坦
2012年10月31日至11月2日，中国－巴基斯坦第五轮战略对话在北京举行，巴方预祝中国共产党第十八次全国代表大会取得圆满成功，重申在涉及中国核心和重大利益问题上坚定支持中方，理解和支持中方在南海、钓鱼岛等问题上的立场。

## 脚注
1. ↑  14名保钓人士分别是：其中8名保钓成员来自港澳和中華人民共和國，包括香港保钓行动委员会成员曾健成、罗就、古耕尧等六人，另有澳门保钓人士1名、深圳保钓人士1名；船上其他6名乘客，包括4名水手，以及2名来自香港媒体记者。船上指挥者，是2名资深保钓人士曾健成和罗就。

## 相關網站
- 東京都目前已收到的款項統計網頁
- 中日钓鱼岛争端（页面存档备份，存于） 凤凰网
- 中日钓鱼岛争端（页面存档备份，存于） 腾讯网